# Funny Girl (песня)
«Funny Girl» — песня, записанная американской певицей Барброй Стрейзанд и выпущенная в качестве сингла в 1964 году на лейбле Columbia Records. Предположительно, была записана для мюзикла «Смешная девчонка», главную роль на Бродвее в котором играла Стрейзанд на тот момент. В качестве бисайда была выбрана песня «Absent Minded Me», которая два месяца спустя появится на альбоме Стрейзанд People. Авторами обеих песен являются Боб Меррилл и Джул Стайн.
В 1968 году на экраны вышел фильм «Смешная девчонка» опять же со Стрейзанд в главной роли. На этот раз песня была использована в постановке, но певица перезаписала её специально для фильма, текст изменён не был, только аранжировка. Песня была вновь выпущена как сингл, в июле 1968 года. Примечательно, что сингловая версия на минуту с лишним длиннее оригинальной альбомной версии. На оборотной стороне была использована песня «I’d Rather Be Blue Over You (Than Happy With Somebody Else)» авторства Билли Роуз и Фреди Фишера.
Песня получила положительные отзывы от таких изданий как CashBox, Melody Maker и Record World. На 41-й церемонии премии «Оскар» песня номинировалась в категории «Лучшая песня к фильму».

## Варианты издания
7"-сингл (1964)
A. «Funny Girl» — 2:25
B. «Absent Minded Me» — 3:05
7"-сингл (1968)
A. «Funny Girl» — 3:58
B. «I’d Rather Be Blue Over You (Than Happy With Somebody Else)» — 2:28

## Участие в хит-парадах
| Хит-парад (1964)                   | Высшая позиция |
| ---------------------------------- | -------------- |
| США (Billboard Adult Contemporary) | 6              |
| США (Billboard Hot 100)            | 44             |
| США (CashBox Top 100)              | 47             |

| Хит-парад (1968)                   | Высшая позиция |
| ---------------------------------- | -------------- |
| США (Billboard Adult Contemporary) | 25             |